# ادوارد گوسف
ادوارد گوسف (انگلیسی: Eduard Gusev؛ ۱۴ مارس ۱۹۳۶ – ۱۴ سپتامبر ۲۰۱۶) دوچرخه‌سوار اهل اتحاد جماهیر سوسیالیستی شوروی بود.